# Sabine Folie

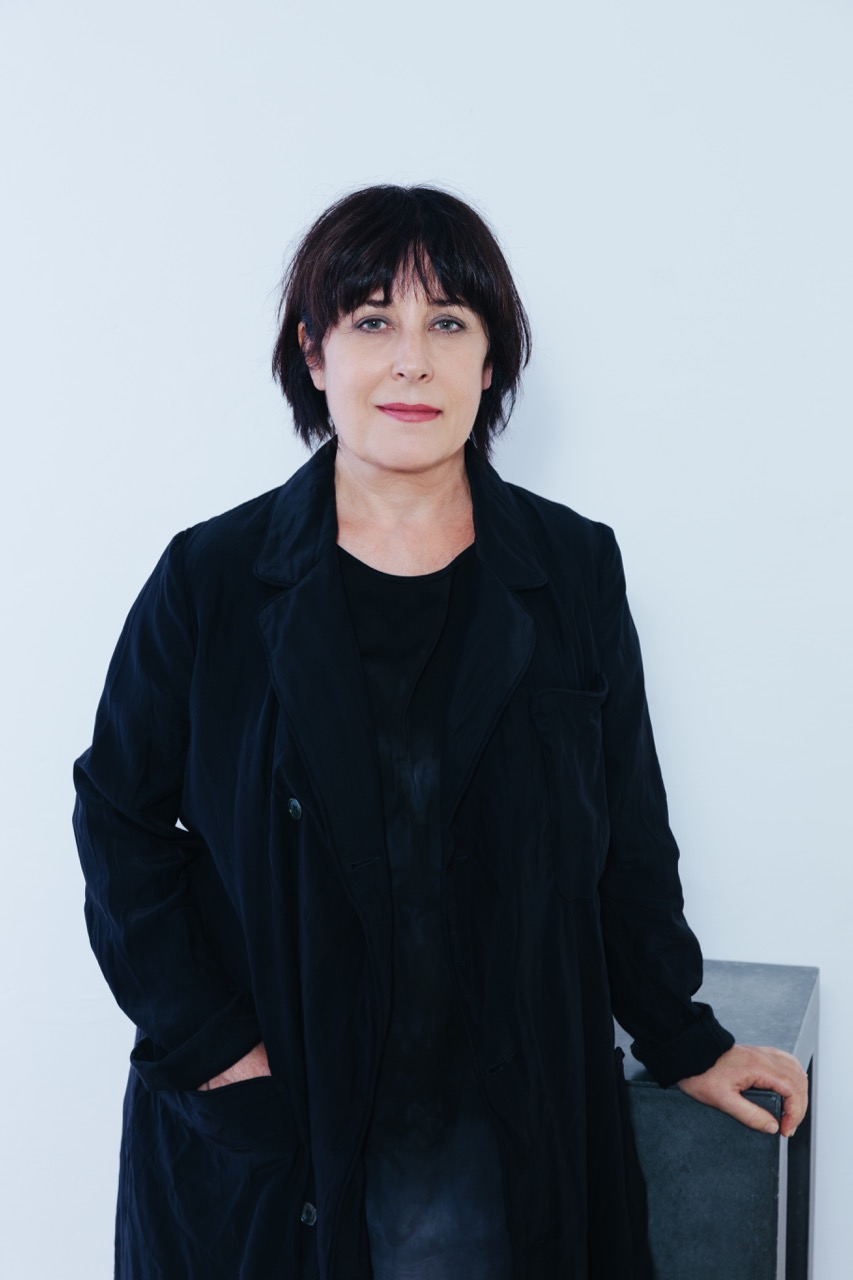
Sabine Folie (2021)

Sabine Folie (geboren 1962 in Bozen, Südtirol) ist eine in Österreich lebende italienische Kunsthistorikerin, Kuratorin und Museumsleiterin. Sie leitete von 2018 bis 2021 das Valie Export Center in Linz. Von 2020 bis 2021 war sie Professorin für Performance und zeitbezogene Medien an der Kunstuniversität Linz. Seit Dezember 2021 ist sie Direktorin der Kunstsammlungen der Akademie der bildenden Künste Wien.

## Leben und Wirken
Sabine Folie studierte von 1982 bis 1989 Kunstgeschichte und Alte Geschichte an der Leopold-Franzens-Universität Innsbruck. Sie promovierte dort mit der Arbeit Präfiguration. Theorie und Praxis einer werkgenetischen Interpretation nach Joseph Gantner. Parallel arbeitete sie am Aufbau des Jüdischen Museums Hohenems mit. Nach dem Studium leitete sie das Femail-Frauenzentrum in Feldkirch, für das sie auch Ausstellungen kuratierte. Ab 1998 bis 2008 war sie Chefkuratorin der Kunsthalle Wien. Im Anschluss, von 2008 bis 2014, vertrat sie als Direktorin die Generali Foundation in Wien. Ihre Arbeit trug wesentlich zum Ruf der Institution bei, in der Auseinandersetzung mit der Moderne neue kritische Diskurse über zeitgenössische Kunst anzustoßen.
Von 2017 bis 2019 unterrichtete sie an der Bauhaus-Universität Weimar an der Fakultät für Kunst und Gestaltung im Rahmen des Masterstudiengangs Public Art and New Artistic Strategies. Von November 2017 bis Dezember 2021 hatte sie die Leitung des in der Tabakfabrik neu eröffneten Valie Export Center in Linz inne. Daneben wurde sie im Jahr 2020 auf die transdisziplinär ausgerichtete Professur für Performance und zeitbezogene Medien der Kunstuniversität Linz berufen, die sie im Dezember 2021 zugunsten der neuen Tätigkeit als Direktorin der Kunstsammlungen der Akademie der bildenden Künste Wien abgab. Sie ist dort die Nachfolgerin von Julia M. Nauhaus, die den Posten im Juni 2020 abgegeben hatte.

## Publikationen (Auswahl)

### Beiträge
- Flesh Flashes. In: Christoph Hinterhuber, Peter Senoner (Hrsg.): Flesh Flashes. Verlag für moderne Kunst, Nürnberg 2008, ISBN 978-3-940748-08-9.[11]
- An Old Master in a Postmodern Garb. Allegories of the Present in Lili Dujourie's Oeuvre. In: Stedelijk Museum voor Actuele Kunst Gent und Mu.ZEE Ostende (Hrsg.): Lili Dujourie. Folds in Time. Walther König, Köln 2015, ISBN 978-3-86335-808-2.
- Judgment Day. Secondary Wilderness. In: Iris Andraschek: Sekundäre Wildnis. Kunsthaus Wien, Wien 2017, ISBN 978-3-95044-371-4, S. 43–54.
- Figure and Ground – Ground and Figure. In: Doris Piwonka: Der Grund ist das Unglück der Figur – Die Figur ist das Unglück des Grunds. Ritter Verlag, Klagenfurt, 2017, ISBN 978-3-85415-566-9, S. 33–59 und S. 88–89.
- Squeezing Out a Paint-tube. Ready-made Painting. In: Drago Persic: Towards an as yet unknown denouement. Verlag für moderne Kunst Nürnberg, Nürnberg 2017, ISBN 978-3-90315-361-5, S. 76–82.
- „Nouveaux trucs, nouvelles combines“. Travestie – Wahrheitsfindung auf Umwegen bei Marcel Broodthaers. In: Sybille Moser-Ernst und Christoph Bertsch (Hrsg.): Kunst :: Wissenschaft. Eine fächerübergreifende Untersuchung am Beispiel der Universität Innsbruck. Innsbruck University Press, Innsbruck 2019, ISBN 978-3-90318-772-6, S. 89–101.
- Wer spricht? (Chr. K.). In: Peter Zimmermann (Hrsg.): Jso Maeder – CHR. K. Journal um eine Erwartung. 1995–2018. Vexer Verlag, St. Gallen und Berlin 2021, ISBN 978-3-90711-232-8, S. 198–205.
- The Infra-Thin. Random Comments about Interstitial Spaces. Das Infra-Dünne. Lose Bemerkungen über Zwischenräume. In: Stephan Hilge, Roman Pfeffer, Nita Tandon, Gudrun Ratzinger und Franz Thalmair (Hrsg.): inframince – infra-mince – infra mince. TransArts an der Universität für angewandte Kunst Wien. De Gruyter Verlag, Berlin 2021, ISBN 978-3-11072-418-9, S. 81–128.
- Marcel Broodthaers. The Artist as Director as Curator and various texts on various exhibitions of Marcel Broodthaers. In: Susanne Pfeffer (Hrsg.): Marcel Broodthaers exhibition history 1964–1975 and selected works 1957–1975 – Kassel, Fridericianum. Walther König, Köln 2021, ISBN 978-3-96098-409-2.

### Herausgeberschaften
- mit Michael Glasmeier: Tableaux Vivants. Lebende Bilder und Attitüden in Fotografie, Film und Video. Kunsthalle Wien, Wien 2002, ISBN 978-3-85247-038-2.
- Eva Hesse. Transformationen – Die Zeit in Deutschland 1964/65. Bd. l. Walther König, Köln 2004.
- Eva Hesse. Transformationen – Die Zeit in Deutschland 1964/65. Kalendernotizen 1964/1965. Bd. 2. Walther König, Köln 2004.
- „Seek the Extremes ...“. Dorothy Iannone/Lee Lozano. Verlag für moderne Kunst Nürnberg, Nürnberg 2006, ISBN 978-3-93882-155-8.
- Un Coup de Dés. Bild gewordene Schrift. Ein ABC der nachdenklichen Sprache: Writing Turned Image. An Alphabet of Pensive Language. Walther König, Köln 2008, ISBN 978-3-86560-543-6.
- Die Moderne als Ruine. Eine Archäologie der Gegenwart. Verlag für moderne Kunst Nürnberg, Nürnberg 2009, ISBN 978-3-94118-582-1.
- Ree Morton. Werke 1971–1977. Verlag für moderne Kunst Nürnberg, Nürnberg 2009, ISBN 978-3-94074-888-1.
- mit Ilse Lafer: unExhibit. Verlag für moderne Kunst, Nürnberg 2011, ISBN 978-3-86984-202-8.
- mit Susanne Titz: Morgan Fisher. Writings. Walther König, Köln 2012, ISBN 978-3-86335-168-7.
- mit Georgia Holz, Ilse Lafer: Ein Buch über das Sammeln und Ausstellen konzeptueller Kunst nach der Konzeptkunst. A Book about Collecting and Exibiting Conceptual Art after Conceptual Art. Walther König, Köln 2013, ISBN 978-3-90110-765-8.
- mit Ilse Lafer: Ulrike Grossarth. Wäre ich von Stoff, ich würde mich färben. Were I Made of Matter, I Would Color. Sternberg-Press, Berlin 2014, ISBN 978-3-95679-068-3.
- + que 20 ans après: Gesammelte Wörter Und Bilder. Collected Words and Images. Sternberg-Press, Berlin 2015, ISBN 978-3-95679-142-0.
- Ernst Caramelle. A Résumé. Ausstellungskatalog Museum moderner Kunst Stiftung Ludwig Wien. Walther König, Köln 2019, ISBN 978-3-96098-480-1.
- mit Wolfgang Fetz: William M. Ivins, Jr.: How Prints Look. Photographs with a Commentary. Raubdruck von Willem Oorebeek. Magazin4 – Bregenzer Kunstverein, Bregenz 2016.[12]
- Rini Tandon. to spaces unsigned: Works, Concepts, Processes 1976–2020. De Gruyter, Berlin 2020, ISBN 978-3-11-070045-9.
- mit Marius Babias: Valie Export. Der virtuelle Körper. Vom Prothesenkörper zum postbiologischen Körper. Walther König, Köln 2020, ISBN 978-3-96098-857-1.
- Valie Export. Archive Matters. Dokumente lesen und zeigen. Walther König, Köln 2021, ISBN 978-3753300887.